# باول بنوا
باول بنوا (بالفرنسية: Paul Benoît)‏ هو كاهن كاثوليكي كندي، ولد في 14 يناير 1850، وتوفي في 19 نوفمبر 1915.